# Четыре марки
«Четыре марки» (англ. Four Marks) — вторая серия первого сезона телесериала Netflix «Ведьмак», снятая режиссёром Аликом Сахаровым по сценарию Дженни Клейн. Она появилась в открытом доступе в один день с остальными — 20 декабря 2019 года.

## Название и сюжет
Название серии стало известно благодаря публикации на сайте Гильдии сценаристов США. Позже (22 ноября) Netflix опубликовал её слоган — «Ранние дни чародейки».
В серии прослеживаются три сюжетных линии. В центре одной из них Йеннифэр из Венгерберга — уродливая дочь фермера, которая становится ученицей чародейки Тиссаи де Врие. Именно с ней связано название: четыре марки — цена, которую Тиссая заплатила за девушку её отцу. В это же время княжна Цинтры Цирилла убегает от нильфгаардцев и ищет Геральта, который является её «Предназначением». Геральт же оказывается в Долине Цветов, где знакомится с бардом Лютиком. Выполняя очередной заказ, ведьмак сталкивается с сильваном Торкве; эльфы во главе с Филавандрелем хотят его убить, но всё-таки отпускают. Эта сюжетная линия является вольной адаптацией рассказа Анджея Сапковского «Край света» из сборника «Последнее желание».

## В ролях
- Генри Кавилл — Геральт из Ривии
- Аня Чалотра — Йеннифэр из Венгерберга
- Фрейя Аллан — княжна Цирилла
- Джои Бэти — Лютик
- Мианна Бёринг — Тиссая де Врие
- Ройс Пирресон — Истредд
- Эймон Фаррен — Кагыр
- Мими Дивени — Фрингилья Виго
- Уилсон Мбомио — Дара

## Реакция
Обозреватель интернет-ресурса IGN охарактеризовал вторую серию «Ведьмака» как «порой ошеломляющий поток данных». «Если первый эпизод был побочным квестом, — пишет он, — то „Четыре марки“ — это вечерний сеанс чтения справочной информации на официальной вики-странице Witcher». Сведения о мире «Ведьмака» зритель получает то через живописные детали, то из прямолинейных диалогов персонажей. Здесь впервые появляется Йеннифэр из Венгерберга, причём игра Ани Чалотры, по мнению рецензента, позволяет сделать эту сюжетную линию менее банальной.
Обозреватель ресурса GameRant сожалеет о том, что из-за появления Йеннифэр во второй серии заметно реже появляется Геральт, успевающий, однако, продемонстрировать комические способности. Этого рецензента впечатлили отдельные локации, спецэффекты в сценах, где показано волшебство, грим сильвана Торкве. Линия Йеннифэр показалась ему недостаточно интересной и плохо встроенной в общий сюжет, линия Цириллы, по его мнению, остаётся здесь «слабым звеном».
Именно во второй серии, в эпизоде, когда Геральт с Лютиком идут по горной дороге, впервые прозвучала песня «Ведьмаку заплатите чеканной монетой» (Toss a Coin to Your Witcher), которая мгновенно стала крайне популярной.